# Hyaralagatta, Kadur
Hyaralagatta là một làng thuộc tehsil Kadur, huyện Chikmagalur, bang Karnataka, Ấn Độ.